# David Guterson
David Guterson (Seattle,  4 de Maio de 1956) é um romancista, contista, poeta, jornalista e ensaísta norte-americano. É mais conhecido pelo seu livro A Neve Caindo sobre os Cedros (Snow Falling on Cedars no original).

## Livros
- The Country Ahead of Us, the Country Behind: Stories (1989)[1]
- Family Matters: Why Homeschooling Makes Sense (Não ficção) (1992)[2]
- A Neve Caindo sobre os Cedros - no original Snow Falling on Cedars (1994)[1]
- The Drowned Son (Stories)(1996)[3]
- East of the Mountains (1998)[4]
- Our Lady of the Forest (2003)[5]
- The Other (2008)[6]
- Ed King (2011)[7]
- Songs for a Summons (Poesia) (Feb. 10, 2014)[8]
- Problems with People: Stories (3 de Junho de 2014)[1]